# Atractosoma hyalops
Atractosoma hyalops är en mångfotingart som beskrevs av Robert Latzel 1889. Atractosoma hyalops ingår i släktet Atractosoma och familjen knöldubbelfotingar. Inga underarter finns listade i Catalogue of Life.